# Босваш

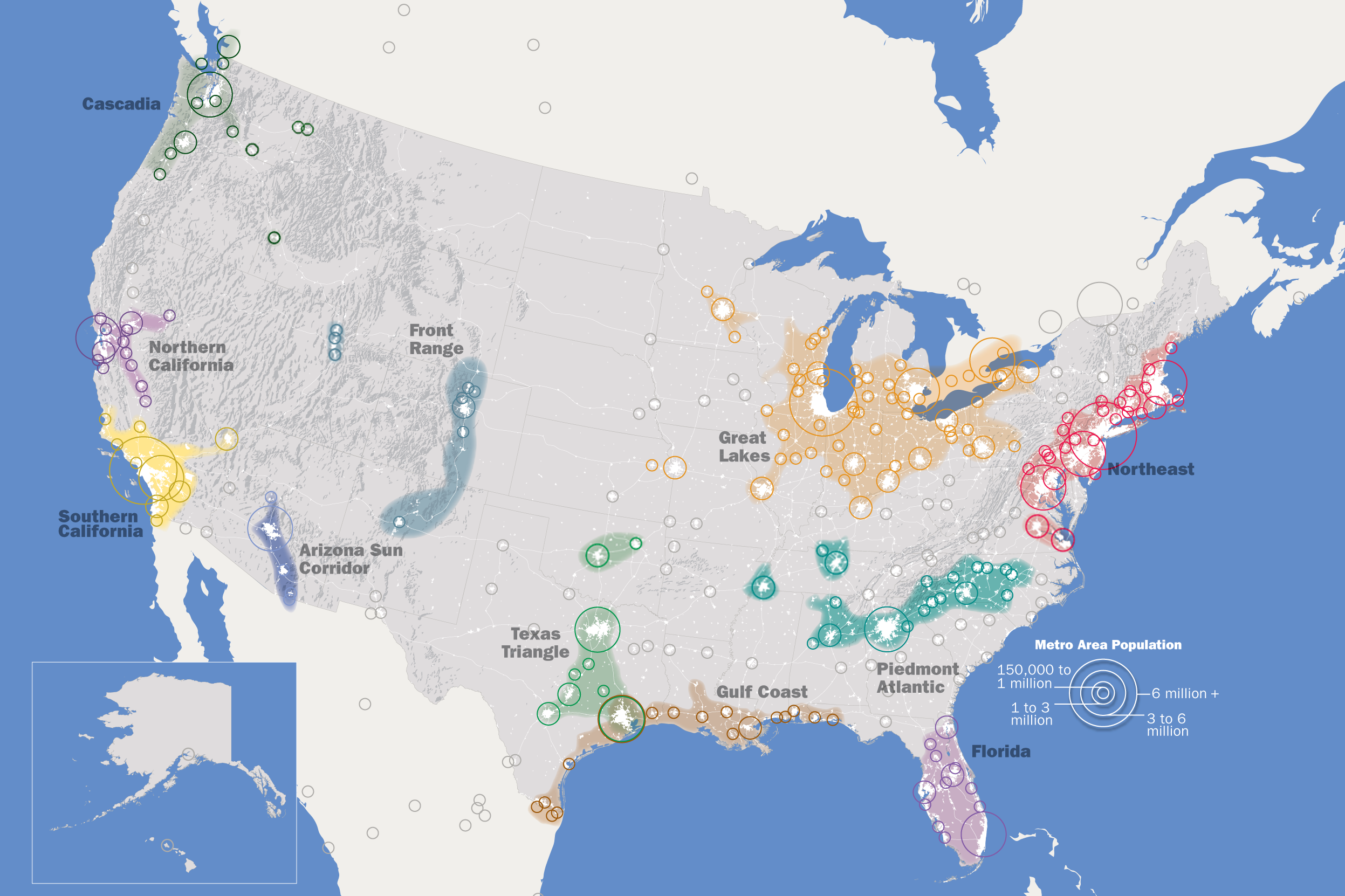
Карта мегаполисов США

Босваш (англ. Boswash, BosWash; сокращение от Boston (Бостон) и Washington (Вашингтон)) — первоначально название ряда автомобильных дорог, связывающих североамериканские города Бостон и Вашингтон, ставшее впоследствии названием условного мегалополиса. Иногда также используется название Босниваш (англ. Bosnywash; Бостон, Нью-Йорк, Вашингтон). Также известен как Северо-восточный мегалополис (англ. Northeast megalopolis).
В длину Босваш, представляющий собой цепь городов, протянулся на 750 км по Атлантическому побережью через Бостон, Нью-Йорк, Филадельфию, Балтимор до Вашингтона. В этом регионе, площадь которого составляет всего 3 % территории страны, проживает порядка 52 млн человек, что составляет почти 15,5 % населения США. Здесь сосредоточено около 25 % промышленных предприятий США.

## Прогнозы второй половины XX века
Ещё в 1973 году советский учёный Эдвард Артурович Араб-Оглы предсказывал разрастание агломерации Босваш и шёл дальше в своих прогнозах, предполагая, что Бостон сольется с Вашингтоном и образует гигантскую городскую агломерацию с населением в 80 миллионов человек.
В 1964 году Айзек Азимов предполагал: «Регион Бостон-Вашингтон сольется в один мегаполис с населением 40 миллионов человек».